# Bitwa o Wzgórze Amunicyjne
Bitwa o Wzgórze Amunicyjne (hebr. קרב על גבעת התחמושת, kraw al giwat ha-tachmoszet) – starcie pomiędzy Siłami Obronnymi Izraela a Królewskimi Jordańskimi Siłami Zbrojnymi z 6 czerwca 1967 roku, w trakcie wojny sześciodniowej podczas walk o Jerozolimę. 
Zdobycie Wzgórza Amunicyjnego było częścią planu, który nakazywał 55 Brygadzie Spadochronowej zdobycie obszarów leżących na północ od Starego Miasta. Atak na wzgórze rozpoczął się w nocy i po ciężkich walkach zakończył się o świcie. Straty poniesione przez spadochroniarzy przyczyniły się do utrwalenia opinii, iż to oni zdobyli Jerozolimę.  

## Tło historyczne
Wybuch wojny sześciodniowej był poprzedzony napięciami izraelsko-arabskimi. Eskalację można było obserwować od 1965 roku, kiedy to Fatah przeprowadził pierwszy atak na izraelskie instalacje, którymi transportowano wodę z Jeziora Galilejskiego na południe kraju. Ponadto w okresie tym nasiliły się izraelsko-syryjskie spory wokół wykorzystywania wody z Jordanu i Jeziora Galilejskiego. Pod koniec 1964 roku Syryjczycy rozpoczęli ostrzał posterunków i gospodarstw izraelskich ze swoich pozycji na Wzgórzach Golan. Doprowadziło to do potyczek granicznych. Nasilające się napięcia doprowadziły Syryjczyków do przekonania o tym, iż Izraelczycy planują zająć Wzgórza Golan. Wobec tego, zaczęli wywierać naciski na Egipt i Związek Radziecki w celu otrzymania pomocy. 13 maja wywiad radziecki poinformował Egipcjan, że Izrael przegrupowuje swoje brygady w kierunku granicy z Syrią. 17 maja Egipt postanowił odpowiedzieć dyslokacją ponad 100 tys. żołnierzy na Synaju, wymuszając wycofanie sił ONZ z tego obszaru. 22 maja Egipt ogłosił także zamknięcie Cieśniny Tirańskiej dla Izraelczyków. Państwa arabskie wysyłały swoje kontyngenty na pomoc Syrii i Egiptowi, podczas gdy europejskie mocarstwa nie chciały podjąć mediacji dyplomatycznych. Historiografia podaje różne przyczyny wybuchu wojny. Jedna mówi, iż Izrael obawiając się arabskiego ataku i źle interpretując działania Egiptu, podjął decyzję o rozpoczęciu działań uprzedzających i zaatakował Egipt, a potem Syrię. Za inną przyczynę wybuchu wojny podaje się kulminację napięć w regionie pomiędzy Izraelem i Egiptem. Izraelska wersja z kolei uzasadnia wojnę tym, iż państwa arabskie nie dały innego wyboru państwu Izrael, jak rozpoczęcie działań wojennych.

## Tło bitwy

### Walki o Jerozolimę
5 czerwca 1967 roku, po godzinie dziewiątej doszło w Jerozolimie do pierwszych starć wojsk izraelskich i jordańskich. Jednak główny wysiłek Sztabu Generalnego Sił Obronnych Izraela w pierwszych godzinach wojny skupiony był na froncie egipskim. W wypadku Jerozolimy obawiano się ataku na żydowską enklawę na Górze Skopus . Dopiero atak Jordańczyków na siedzibę Organizacji Narodów Zjednoczonych ds. Nadzorowania Rozejmu sprawił, że generał Uzi Narkiss, ówczesny szef Dowództwa Centralnego, zmuszony został do podjęcia działań zaradczych. 
Wieczorem do Jerozolimy sprowadzono 55 Brygadę Spadochronową pod dowództwem pułkownika Mordechaja „Motty” Gura, która ostatecznie nie wzięła udziału w walkach na Synaju. Na miejscu brygada została wyznaczona do przejęcia kontroli nad arabskimi dzielnicami na północ od Starego Miasta – między innymi jordańską szkołą policyjną i Wzgórzem Amunicyjnym oraz otwarcia korytarza na Górę Skopus.

### Wzgórze Amunicyjne

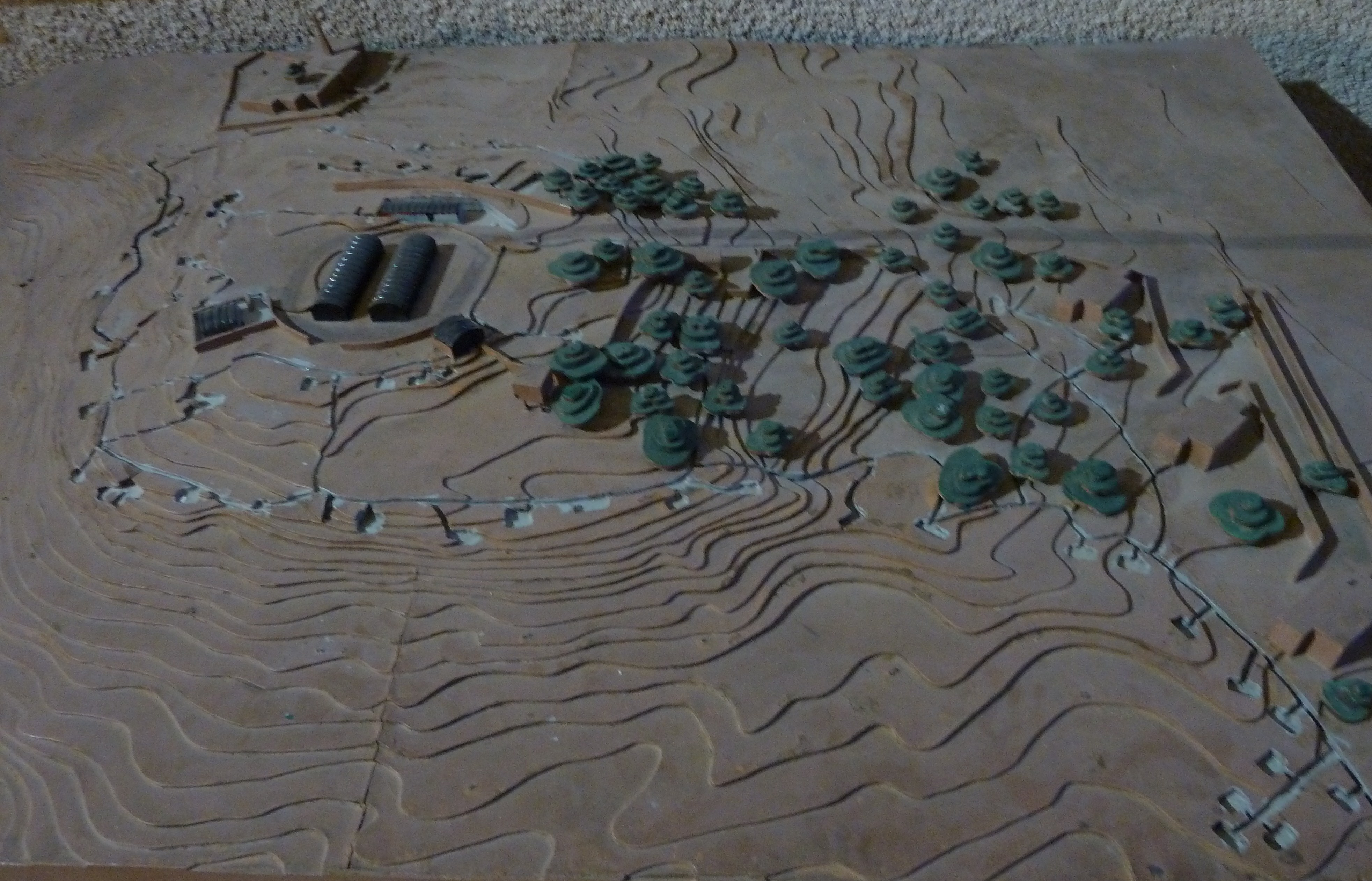
Makieta Wzgórza Amunicyjnego.

Na początku lat 30. XX wieku Brytyjczycy zbudowali w północnej części Jerozolimy (obecnie osiedle Ma’alot Dafna) szkołę policyjną wraz z magazynem amunicji, od którego wzięło nazwę wzgórze. Po wojnie o niepodległość Izraela obszar ten znajdował się pod kontrolą jordańską, a Wzgórze Amunicyjne stało się jednym z trzech ufortyfikowanych punktów obronnych, które miały na celu powstrzymywanie konwojów do żydowskiej enklawy na Górze Skopus. Na umocnienia na Wzgórzu Amunicyjnym składały się linie okopów, betonowe bunkry, zasieki oraz pola minowe. Wzgórze obsadzone było przez 2 Batalion al-Husseini pod dowództwem majora Mansura Krasznura.

## Przygotowania i bitwa
55 Brygada Spadochronowa przybyła do Jerozolimy wieczorem 5 czerwca. Uzupełnienie lub pobranie uzbrojenia odbyło się w magazynach 16 Brygady Piechoty Ecjoni. Spadochroniarze nie weszli do walki z marszu. W związku z brakiem wyszkolenia w walkach w terenie zurbanizowanym należało przygotować plan ataku i zebrać dane wywiadowcze. W tym drugim wypadku okazało się, że armia nie miała dostatecznej liczby materiałów, map i zdjęć lotniczych, aby dać brygadzie ogląd całej sytuacji w mieście. Nie znano również dokładnej liczby jordańskich żołnierzy w okolicy  . Spadochroniarze otrzymali dwie fotografie lotnicze oraz pozwolono im obejrzeć przyszły obszar walk z pobliskich wzniesień, jednak zapadający zmrok uniemożliwiał rozeznanie się w sytuacji .
Ostateczną godzinę ataku ustalono, po naciskach ze strony Dowództwa Centralnego, na około 02:00 w nocy 6 czerwca, pomimo tego, że pierwotnie atak miał się zacząć o północy, co dawało więcej czasu na działanie po osłoną nocy .

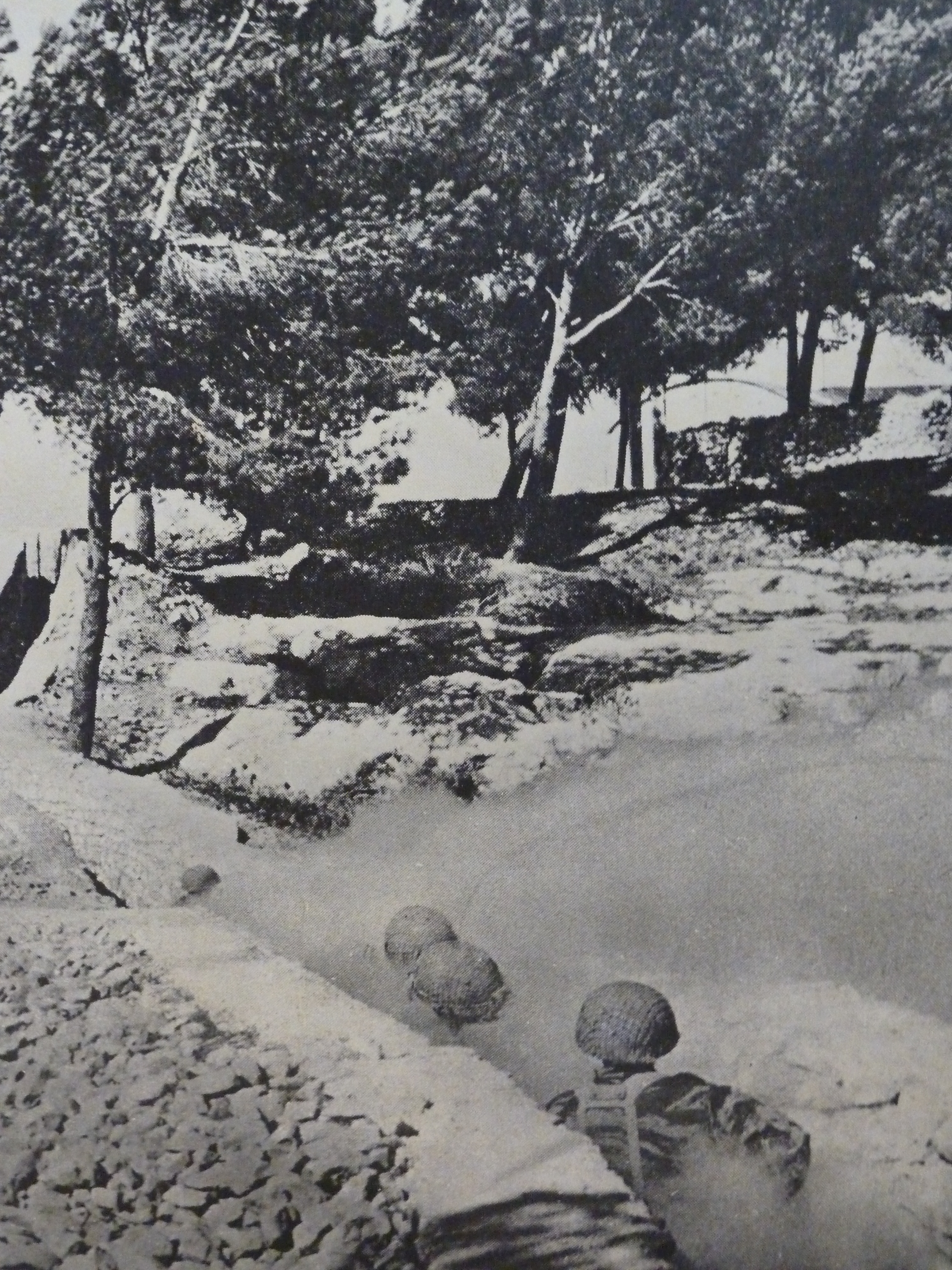
Izraelscy żołnierze w okopach na wzgórzu.

O godzinie 02:20 rozpoczęto ostrzał artyleryjski Wzgórza Amunicyjnego. Cel artylerii wskazywały dwa duże reflektory ustawione na dachu budynku Histadrutu. Jednak zaraz po rozpoczęciu ataku spadochroniarze natrafili na zapory z drutu kolczastego. Ich przełamanie przy pomocy ładunków Bangalore odbywało się pod ciężkim ostrzałem z broni maszynowej, co spowolniło natarcie. Broniących okopów Jordańczyków wspierali żołnierze ze szkoły policyjnej. Ze względu na fakt, iż okopy były bardzo wąskie,  Izraelczycy musieli się w nich poruszać pojedynczo, niejednokrotnie potykając się o rannych lub zabitych. W trakcie walk w okopach zginęło wielu dowódców i walką musieli kierować żołnierze o niższych stopniach. Przez to bitwa ta nazywana jest również „bitwą szeregowców” (hebr. קרב הטוראים, kraw ha-turajim) . W ciągu pierwszych 90 minut walk spadochroniarze zniszczyli 34 bunkry i stanowiska karabinów maszynowych. Około 03:45 Izraelczycy przejęli budynek szkoły policyjnej. Walki trwały do godziny 05:15  lub 06:15 i zakończyły się wysadzeniem głównego bunkra 16-kilogramowym ładunkiem wybuchowym. Dunstan nazywa główny bunkier twierdzą.

## Rezultaty
W ramach bitwy o Wzgórze Amunicyjne Izraelczycy stracili 37 żołnierzy, a około 150 zostało rannych. Jordańczycy z kolei mieli stracić około 70 lub 106 żołnierzy. 
Po wojnie zakwestionowano zasadność ataku na Wzgórze Amunicyjne. Z relacji uczestników bitwy wynika, że realnym celem spadochroniarzy było zdobycie Starego Miasta, a nie ochrona Góry Skopus. Skrytykowano również brak wsparcia czołgów, które i tak były przydzielone brygadzie spadochroniarzy. Innym aspektem bitwy poddanym dyskusji była godzina rozpoczęcia ataku. Przesunięcie ataku z północy na godzinę drugą skróciło spadochroniarzom możliwość ataku pod osłoną nocy . Ofiary poniesione przez spadochroniarzy w trakcie walk w północnej części miasta sprawiły, że to im przypisuje się zdobycie miasta. Jednak przed nimi pod Bramę Lwów dotarły czołgi z Brygady Pancernej Harel, którym nakazano jednak czekać na przybycie spadochroniarzy . 
Dunstan podaje, że była to najcięższa bitwa izraelskich spadochroniarzy podczas wojny sześciodniowej. W ramach uhonorowania obrońców, po wojnie przekazano Jordańczykom ciała wszystkich poległych na wzgórzu obrońców.  
Na Wzgórzu Amunicyjnym utworzono miejsce pamięci narodowej. 